# Dólar tobaguense
El dólar tobaguense o bien dólar de Tobago era la moneda de la colonia británica de la isla Tobago que reselló y agujereó reales de a ocho coloniales españoles para revalidarlos en 1798 y que circularon hasta 1830, cuando pasó a ser administrada por la vecina isla Trinidad que también tenía su propio dólar trinitario. En 1831 ambas comenzaron a utilizar los peniques de plata esterlina para la América británica, aunque de manera extraoficial seguían utilizando los dólares españoles.

## Historia
La isla Tobago de los aborígenes caribes fue conquistada en 1654 por el Ducado de Curlandia y Semigalia —desde su primera colonia africana ubicada en la isla St. Andrews del río Gambia, fundada en 1651— que era a su vez un vasallo de Polonia-Lituania, por lo que se usó el tálero curlandés, polaco y lituano, sumados a los dólares españoles de uso internacional, pero en 1658 fue ocupado por los neerlandeses, en donde circularon sus rijksdaalder o táleros imperiales.
Cuando los neerlandeses se la devolvieron a los curlandeses en 1660, estos la abandonaron en 1666 a los ingleses que introdujeron las «monedas del árbol» del chelín colonial y la traspasaron a los neerlandeses en 1674, pero volvieron a recobrarla los curlandeses de 1680 a 1683 y de 1686 a 1690, año en que pasó a ser definitivamente una colonia americana de las Provincias Unidas de los Países Bajos, en donde se usó el incipiente florín neerlandés pero por el Tratado de París (1763) la perdieron a favor del Imperio británico y en 1781 pasó a manos de los franceses, para circular en la isla la libra de las Colonias Francesas americanas hasta 1794.
La mayoría de los resellos circularon hasta 1814 excepto el stampee que circuló hasta 1830, año en que la isla pasaría a administrarse desde Trinidad. En ambas circularon monedas del chelín colonial desde 1831, hasta que Trinidad contramarcó monedas para fraccionarios del dólar trinitense de circulación en ambas islas, por lo que para ½ penique de bronce desde 1854 a 1874 utilizó un monograma: FD  sobre cinco céntimos del franco colonial (y finalmente ambas islas se fusionaron en una colonia británica en 1888, y fue cuando emitieron su primer papel moneda de 5 dólares de Trinidad y Tobago).

## Monedas
En la isla de Tobago se habían resellado (todas sin fechas estampadas), con una paridad de 8 chelines = 11 bits (99 peniques) = 1 dólar español:
- 1½ penique de vellón (1 black dog) de 1798 con monograma: TB en relieve sobre dos sols de varias monedas coloniales francesas.

- 2¼ penique de cobre o vellón (1 stampee) de 1798 hasta 1825 con monograma: ToB incuso con la minúscula por debajo, dentro de un cuadrado de bordes también incusos sobre pieza de dos sols de varias monedas coloniales francesas.[8]

- 1½ bits de plata .903 (1 moco, 13½ peniques) con monograma: T cursiva rodeada de rayos a modo de gotas alargadas, sobre corte de centro discal de bordes crenados de 15 mm de diámetro de «moneda de busto» del real de a ocho.[8]

- 11 bits de plata (8 chelines o shillings, 1 dólar tobaguense) con agujero central de bordes crenados.[8]